# Jean-Yves Leconte
Pour les articles homonymes, voir Leconte.
Jean-Yves Leconte, né le 31 octobre 1966 à Paris (12e), est un entrepreneur et un homme politique français. Établi en Pologne où il a créé une entreprise, il est sénateur socialiste représentant les Français établis hors de France de 2011 à 2023.

## Biographie

### Formation et carrière
Après avoir grandi en Normandie, il fait ses études secondaires à Saint-Germain-en-Laye (Collège Claude-Debussy, Lycée Marcel-Roby), une prépa à Condorcet puis des études supérieures d'ingénieur à l'École centrale Paris (Promotion 1990). Après avoir enseigné pendant un an, il effectue son service national en Pologne à partir de 1991 et décide en 1993 de s'établir dans ce pays en y développant sa propre entreprise Generik Ekologia, spécialisée dans les conduites, canalisations et circuits d'épuration respectueux de l'environnement. En 2000, il crée une filiale en Ukraine, Генерик України, ДП.

### Carrière politique
En 1986, il adhère au Parti socialiste. Il est un des fondateurs en 1994 de l'Association des Français en Pologne, affiliée à Français du monde – ADFE. Il soutient la création à Wałbrzych de l’Association des Français et rapatriés de France en Basse-Silésie.
Jean-Yves Leconte est de 1994 à 2011 membre du Conseil supérieur des Français de l'étranger (CSFE), devenu en 2004 Assemblée des Français de l'étranger (AFE), au titre de la circonscription de Vienne, qui regroupe avec l'Autriche une partie des pays d'Europe centrale et orientale. De 2008 à 2011, il est vice-président de l'AFE.

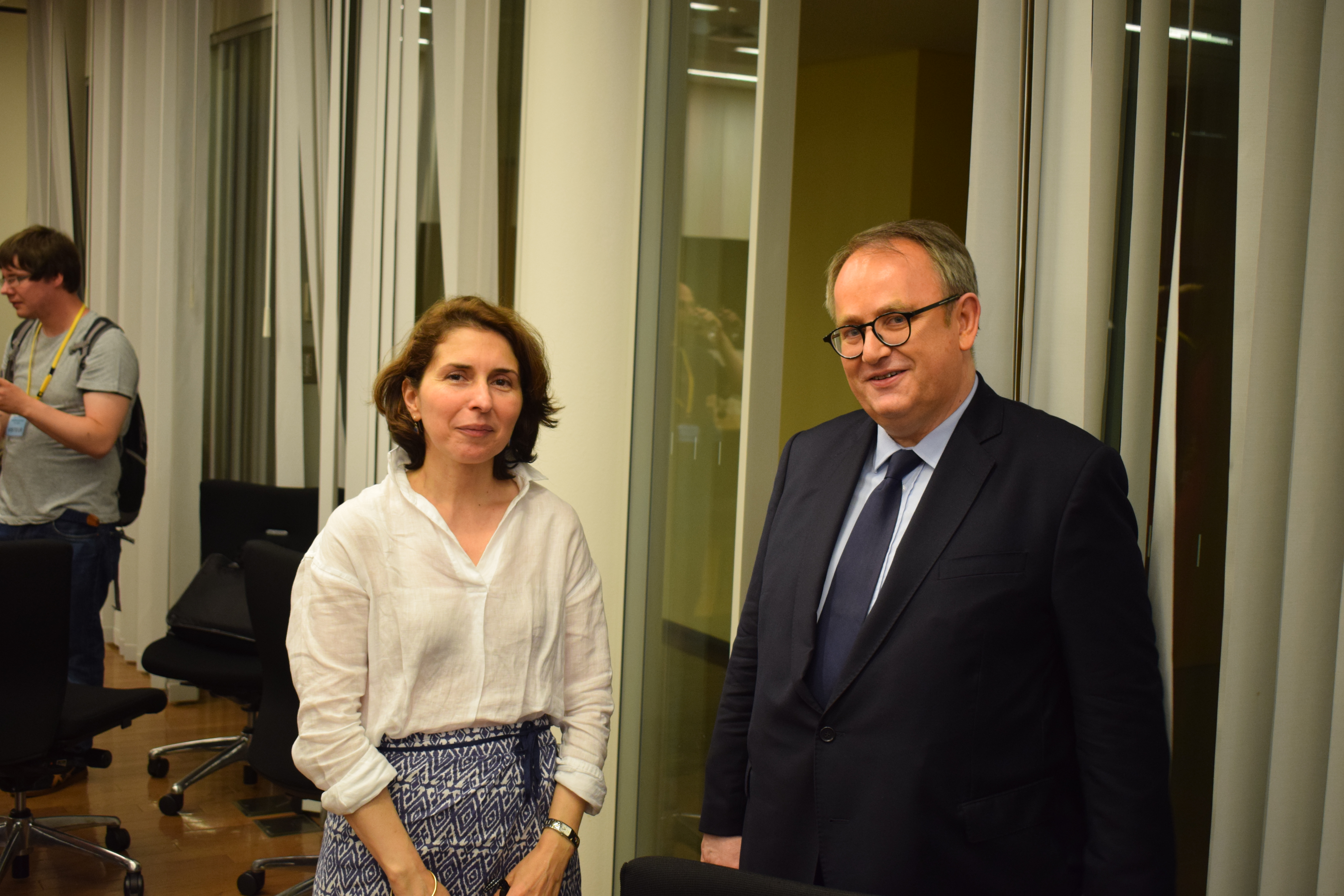
Jean-Yves Leconte en 2019 à Tokyo.

Après avoir raté de quelques voix son élection en 2008, il est élu sénateur représentant les Français établis hors de France le 25 septembre 2011, sur la liste « La France est notre pays, le monde est notre avenir », présentée par le PS et EELV et qu'il mène avec Hélène Conway-Mouret. Il est réélu le 24 septembre 2017 pour un second mandat sur la liste « Français du monde, la gauche unie, écologiste et solidaire » menée par Hélène Conway-Mouret et présentée par le PS. 
Second sur la liste d'union de la gauche  « Agir pour les Français·es du Monde - Ecologie, Solidarité, Proximité », il n'est pas réélu en septembre 2023, seule la tête de liste l'écologiste Mathilde Ollivier étant élue. Il est exclu du Parti socialiste en septembre 2023 pour s'être présenté sur une liste non soutenue par son parti aux élections sénatoriales. Il rejoint alors Place publique.

### Vie personnelle
Jean-Yves Leconte est marié et père de trois enfants, franco-polonais.